# Anapisona schuhi
Espèce
Anapisona schuhi est une espèce d'araignées aranéomorphes de la famille des Anapidae.

## Distribution
Cette espèce est endémique d'Amazonas au Brésil,. Elle se rencontre dans la réserve forestière Adolfo Ducke.

## Description
La femelle holotype mesure 1,48 mm.

## Étymologie
Cette espèce est nommée en l'honneur de Randall Tobias Schuh.

## Publication originale
- Platnick & Shadab, 1979 : A review of the spider genera Anapisona and Pseudanapis (Araneae, Anapidae). American Museum Novitates, no 2672, p. 1-20 (texte intégral).